# Basilique Santa Maria di Campagna
La basilique de Santa Maria di Campagna est une basilique catholique située dans la ville de Plaisance, dans la province de Plaisance, en Italie.

## Histoire
La basilique a été construite en 1522-1528, sous le patronage d'une guilde locale. Le site avait abrité un sanctuaire dédié à Santa Maria di Campagnola et abritait une image en bois de la Vierge à l'enfant du XIVe siècle. La tradition veut que le pape Urbain II en 1095 annonce la première croisade à partir de cet endroit.

## Description
L'édifice a été construit dans un plan en croix grecque avec un dôme octogonal dans un style de haute Renaissance au XVIe siècle.
L'architecte de l'église est Alessio Tramello (it). Parmi les artistes actifs à l'intérieur de l'église figurent Giovanni Antonio Sacchi (Il Pordenone), Camillo Procaccini et Gaspare Traversi. La sacristie contient des toiles de Gaspare Landi et Giulio Campi. La chapelle de Saint Antoine comporte des œuvres de Pietro Antonio Avanzini, Camillo Procaccini et un membre de la famille Galli-Bibiena. Dans le transept sud se trouvent des œuvres d'Alessandro Tiarini, Antonio Domenico Triva et Ignazio Stern. La chapelle de Santa Vittoria Martire comporte des œuvres de Ferrante Moreschi, Bernardino Gatti (St Georges terrassant le dragon), Paolo Bozzini, Ludovico Pesci et Daniele Crespi. Le plafond de la nef abrite des peintures du peintre du XIXe siècle Giovanni Battista Ercole.
Parmi les chefs-d'œuvre de l'église, les fresques de la coupole représentant Dieu et la gloire des anges avec les saints sont des œuvres de Pordenone et Bernardino Gatti. Le pavé en marbre a été achevé par l'artiste milanais Giambattista Carrà (1595). La statue de Ranuce Ier Farnèse a été sculptée en 1616 par le sculpteur baroque Francesco Mochi.

## Images

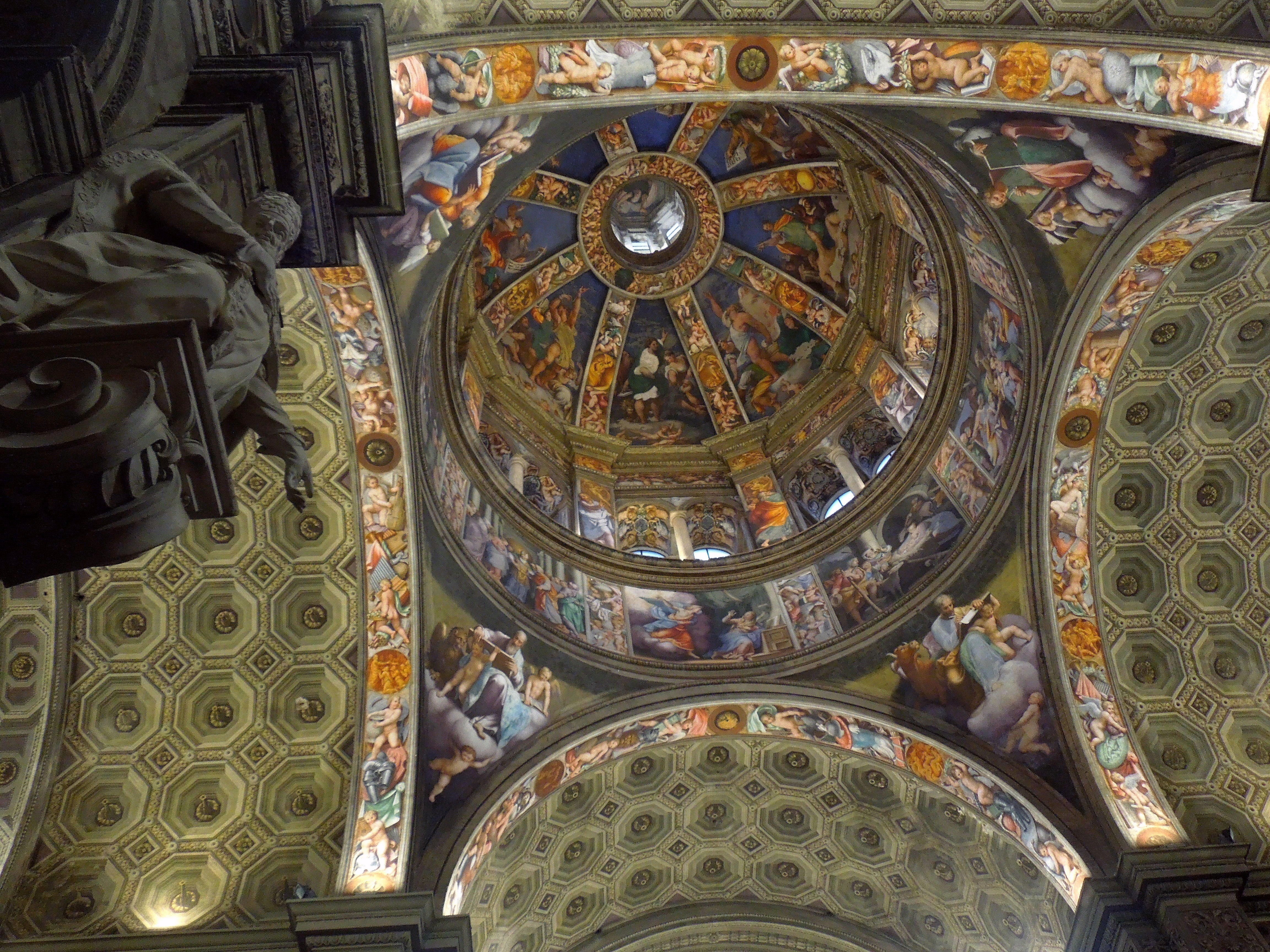
La coupole
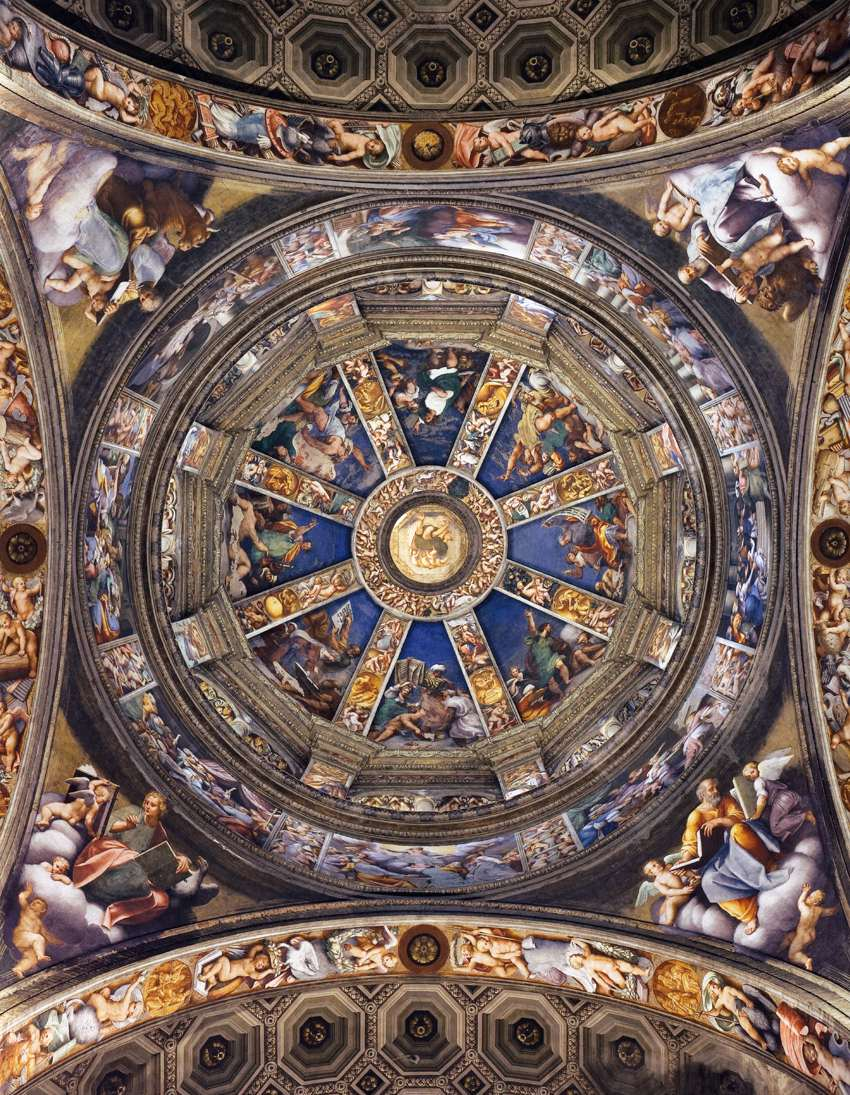
La coupole peinte à fresque par Pordenone et Soiaro.
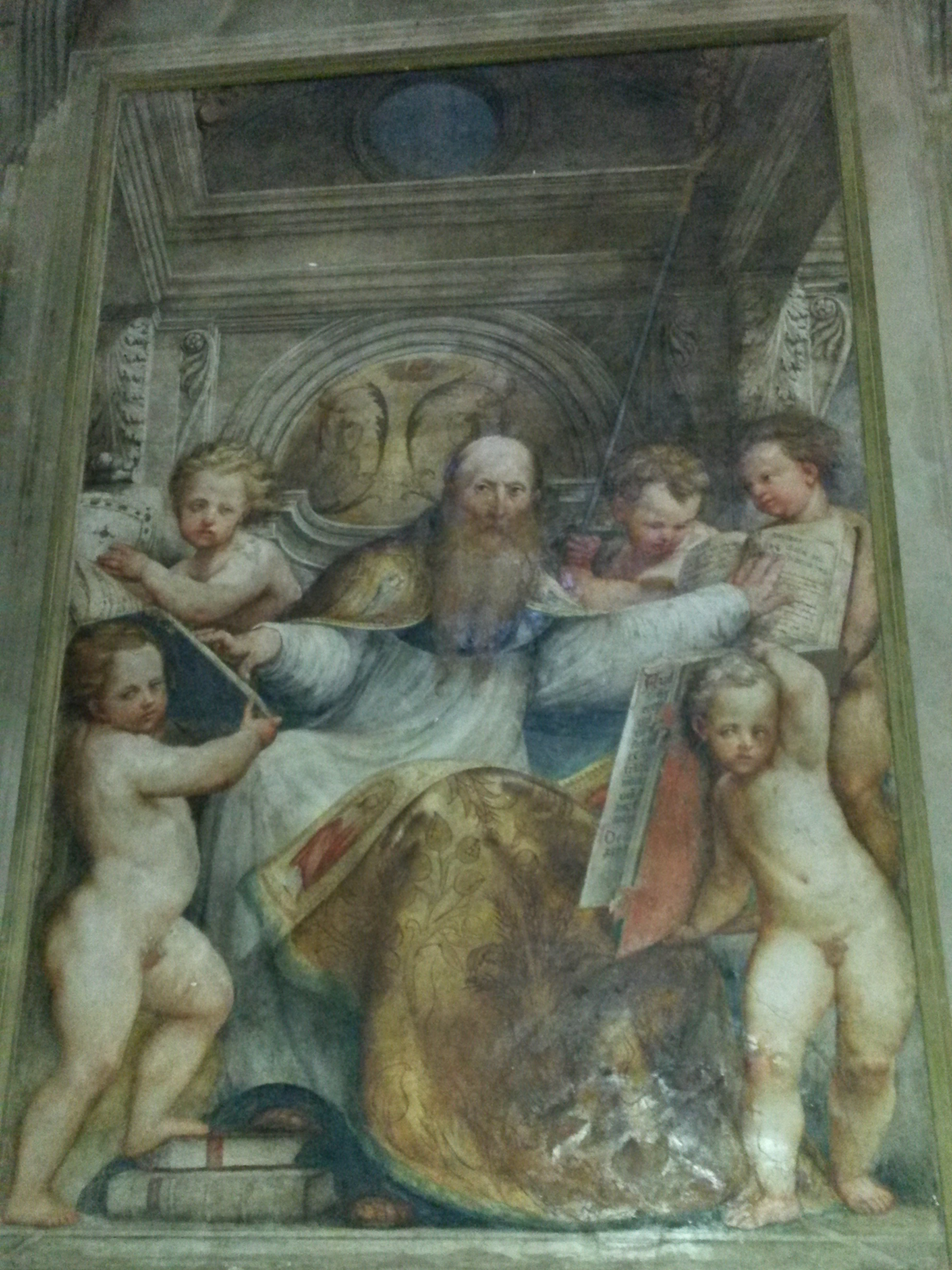
Sant'Agostino, fresque du Pordenone